# كورنال (بافيا)
كورنال (بالإيطالية: Cornale)‏ هي بلدة تقع في مقاطعة بافيا بإقليم لومبارديا في شمال إيطاليا. تبلغ مساحة هذه المدينة 1.7 (كم²)، وترتفع عن سطح البحر م، بلغ عدد سكانها 732 نسمة في عام 2004 حسب إحصاء المعهد الوطني للإحصاء.